# Hermann Vöchting
Hermann Vöchting (Blomberg, 8 febbraio 1847 – Tubinga, 24 novembre 1917) è stato un botanico tedesco.

## Biografia

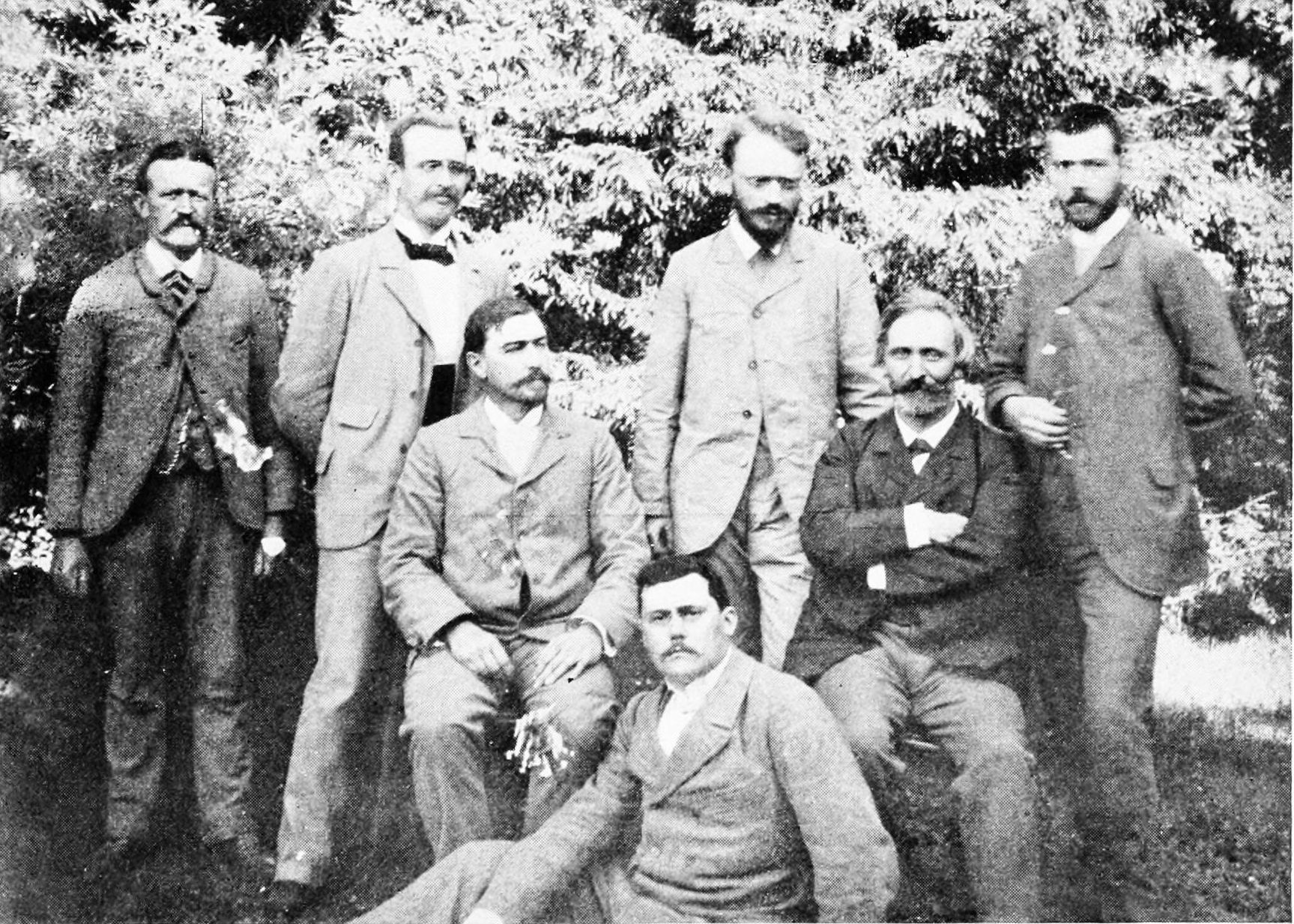
Foto di Hermann Vöchting con i lavoratori del Botanical Garden (1896)

Studiò botanica a Berlino, dove fu influenzato da Alexander Braun (1805-1877), Leopold Kny (1841-1916), e Nathanael Pringsheim (1823-1894), conseguendo il dottorato nel 1873 presso l'Università di Gottinga, con una tesi sulla pianta Rhipsalideae. Dal 1874 lavorò come docente presso l'Università di Bonn.
Nel 1878 successe a Wilhelm Pfeffer (1845-1920), come presidente di botanica presso l'Università di Basilea, poi si trasferì all'Università di Tubinga, dove ancora una volta è stato il successore di Pfeffer (1887). A Tubinga venne anche nominato direttore dell'Istituto botanico.
Vöchting era un pioniere nel campo della fisiologia vegetale, tra cui importanti studi che coinvolgono la radice e il germoglio.
Attualmente la "Hermann-Vöchting-Gymnasium" a Blomberg è chiamato nel suo onore.

## Opere principali
- Über organbildung im Pflanzenreich, physiologische untersuchungen, 1878.
- Die Bewegungen der Blüthen und Früchte, 1882.
- Über Transplantation am Pflanzenkörper, 1892.
- Untersuchungen zur experimentellen Anatomie und Pathologie des Pflanzenkörpers 1908.[3][4]